# Leo van Aken
Pour les articles homonymes, voir Van Aken.
Leo van Aken, né à Anvers en 1857 et mort dans cette ville en 1904, est un peintre belge qui s'est spécialisé dans la peinture historique.

## Biographie
Leo van Aken reçoit sa formation dans sa ville natale d'Anvers et travaille principalement avec Polydore Beaufaux, artiste belge qui excelle dans la peinture de sujets historiques, ainsi qu'avec Louis Hendrix, peintre d'art sacré.
Leo van Aken peint des scènes d'intérieur et de la vie quotidienne de la populace dans le style d'Alexandre Struys, l'un des principaux représentants belges de la peinture naturaliste à tendance sociale. En 1889, il expose au Salon de Paris, où il obtient une mention. Lors de l'Exposition des beaux-arts de Barcelone en 1898, il obtient la médaille de première classe pour Misère humaine, conservée au Musée national de Catalogne.

## Distinction
- Chevalier de l'ordre de Léopold (19 mars 1903)[2].